# Stadion San Siro
San Siro je nogometni stadion v Milanu, na katerem svoje domače tekme igrata A.C. Milan in Internazionale Milano F.C., sprejme pa 85.700 gledalcev. V čast Giuseppeja Meazze, legendarnega nogometaša obeh klubov je bil pred časom uradno poimenovan Stadio Giuseppe Meazza, kljub temu pa mu v nogometnem svetu raje rečejo San Siro.
Gradnja stadiona se je pričela leta 1925 v milanski četrti San Siro, po kateri je objekt tudi dobil svoje prvotno ime. Idejo za lokacijo stadiona je dobil Piero Pirelli, ki je v sledečih letih nato postal tudi predsednik A.C. Milana, arhitekti pa so ga zasnovali kot popolnoma nogometni stadion, ki tako ob igrišču nima atletske steze. Stadion je svoje odprtje dočakal 19. septembra leta 1926, ko je pred 35.000 gledalci Inter s 6:3 premagal Milan. V prvih letih je bil stadion last A.C. Milana, ki je imel tudi ekskluzivno pravico za organizacijo domačih tekem na njem. Leta 1935 je občina Milano kupila stadion in ga prvič prepustila prenovi. Šele leta 1947 so domače tekme na njem začeli igrati tudi nogometaši Interja. 
Do prve prenove je prišlo leta 1939, ko so povečali tribuni za golom, hkrati pa dodali tudi štiri kotne tribune. Že leto kasneje je tekmo med Italijo in Nemčijo spremljalo 65.000 gledalcev. Naslednje povečanje je sledilo leta 1956, ko so po zaslugi stojišč kapaciteto povečali na približno 100.000, po tragediji na stadionu Heysel v osemdesetih letih pa znova zmanjšali na 90.000. Leta 1987 so zaradi priprav na Svetovno prvenstvo, ki ga je leta 1990 gostila Italija, dodali štiri betonske stolpe in streho. Uradna kapaciteta za Svetovno prvenstvo je bila 88.500 gledalcev. Do naslednjih dveh prenov je prišlo šele v letih 2002 in 2003. Na račun gledalcev so povečali število mest, namenjenih novinarjem, tako da v tem trenutku stadion sprejme 85.700 gledalcev.